# 李時達 (隆慶進士)
李時達（1541年—？年），字子行，號兼斋，四川成都府井研縣人，竈籍，治《詩經》。

## 生平
三月初七日生，行一。由縣學生中式四川鄉試第二十名舉人，嘉靖四十四年（1565年）乙丑科會試中式第四十名。年三十一歲中式隆慶五年（1571年）辛未科第二甲第六十五名進士。吏部观政，万历三年（1575年）十月授户部主事，丁忧，卒。

## 家族
曾祖李鎰；祖李正珠，壽官；父李萬策；母王氏。重慶下，妻黃氏，繼妻曾氏；兄時暢；弟時遷；時遇。